# Corn dog

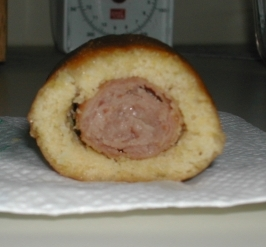
Corn dog (sezione)

Il corn dog (o anche chiamato, nella parte francese del Canada, Québec, "Gullo") è un würstel ricoperto da una pastella spessa di farina di mais, fritto in olio bollente o in alternativa cotto in forno. I corn dog vengono serviti con un bastoncino di legno infilato da un lato ed usato per tenere e mangiare questa variante del würstel. È un tipico cibo da strada statunitense.

## Origini
L'origine dei corn dog risale agli anni 20 del XX secolo ma è solo nel secondo dopoguerra che divennero famosi. I Corn dog sono un alimento che avrebbe avuto origine dagli immigrati tedeschi che si trasferirono in Texas. Alcuni di questi erano commercianti di wurstel, ma incontrando difficoltà nella vendita del prodotto iniziarono a proporli fritti con pastella di farina di mais. I bastoncini per tenerli in mano sono arrivati successivamente.
Un brevetto degli Stati Uniti depositato nel 1927 (concesso nel 1929) per un "Combined Dipping, Cooking, and Article Holding Apparatus" descrive i corn dog tra gli altri cibi fritti impalati su un bastone. In 300 Years of Kitchen Collectibles, l'autrice Linda Campbell Franklin afferma che una macchina da fornaio "Krusty Korn Dog" apparve nel 1929 su un catalogo di forniture all'ingrosso per hotel e ristoranti di Barth.
Molti venditori "storici" degli Stati Uniti ne rivendicano la paternità. Carl e Neil Fletcher hanno per primi sollevato una tale affermazione, dopo aver introdotto i loro "Corny Dogs" alla Texas State Fair tra il 1938 e il 1942.  I produttori di Ready Pup (che produce il mix "Pronto Pup" per hot dog) dichiarano di aver inventato il Corn Dog nel 1941 alla Fiera dello Stato del Minnesota. Il Cozy Dog Drive-in, a Springfield, Illinois, afferma di essere stato il primo a servire i Corn Dog su bastoncini, il 16 giugno 1946. Anche Dave Barham aprì la prima tavola calda di Corn dog su un bastoncino a Muscle Beach a Santa Monica, in California.

## Preparazione
I corn dog fanno parte dei cibi di strada e vengono spesso serviti in bancarelle a bordo strada. Per prepararlo si prende un würstel lavato e asciugato, si taglia a metà e si infilza su un bastoncino, quindi si immerge prima nella farina poi nella pastella di farina di mais, uovo e latte, una volta impanato bene si immerge in olio bollente fino a quando non è ben dorato.
Una variante è preparata con formaggio fuso posto tra l'hot dog e l'impanatura o usando un hot dog ripieno di formaggio. Un'altra versione è il "cornbrat", un corn dog fatto con una salsiccia al posto del wurstel.

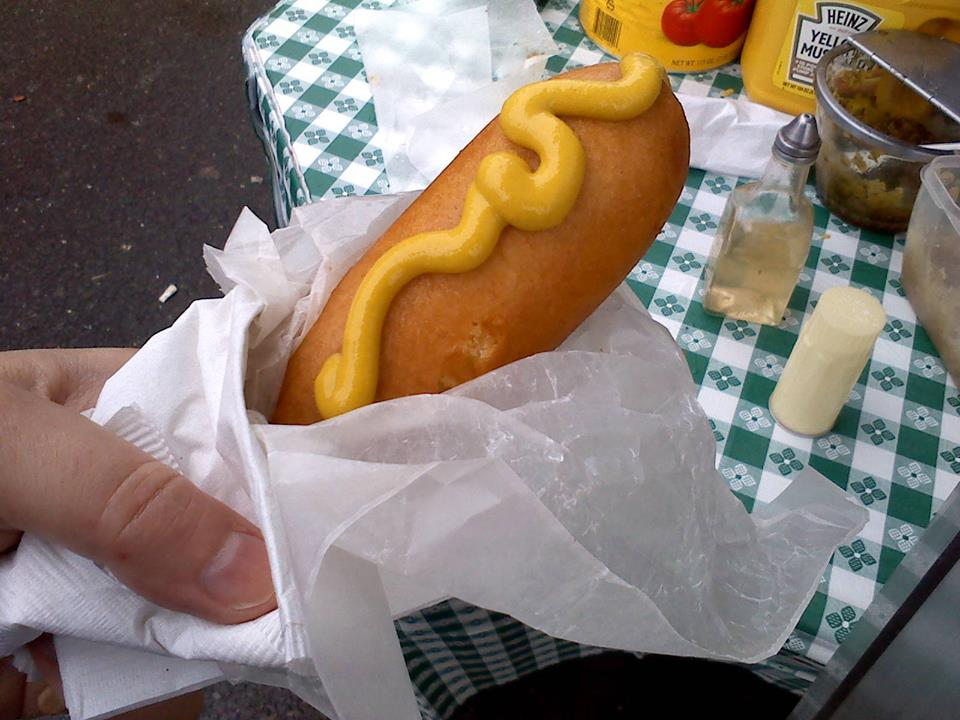
Corn dog servito con mostarda

I Mini corn dogs sono una variante servita in alcuni ristoranti, in genere nei menu per bambini o negli stabilimenti per fast food. Una porzione contiene più pezzi, di solito 10 e contrariamente a quelli più grandi sono normalmente serviti privi di bastoncini come finger food.